# Selecció femenina de futbol d'Andorra
La Selecció Femenina de futbol d'Andorra és l'equip nacional de futbol que representa Andorra en tornejos i competències internacionals femenines. La seva organització està a càrrec de la Federació Andorrana de Futbol, la qual està afiliada a la UEFA.

## Estadístiques

### Copa Mundial Femenina de Futbol
| Edició | Resultat               | Posició                | PJ                     | PG                     | PE                     | PP                     | GF                     | GC                     |
| ------ | ---------------------- | ---------------------- | ---------------------- | ---------------------- | ---------------------- | ---------------------- | ---------------------- | ---------------------- |
| 1991   | No existia la selecció | No existia la selecció | No existia la selecció | No existia la selecció | No existia la selecció | No existia la selecció | No existia la selecció | No existia la selecció |
| 1995   | No existia la selecció | No existia la selecció | No existia la selecció | No existia la selecció | No existia la selecció | No existia la selecció | No existia la selecció | No existia la selecció |
| 1999   | No existia la selecció | No existia la selecció | No existia la selecció | No existia la selecció | No existia la selecció | No existia la selecció | No existia la selecció | No existia la selecció |
| 2003   | No existia la selecció | No existia la selecció | No existia la selecció | No existia la selecció | No existia la selecció | No existia la selecció | No existia la selecció | No existia la selecció |
| 2007   | No existia la selecció | No existia la selecció | No existia la selecció | No existia la selecció | No existia la selecció | No existia la selecció | No existia la selecció | No existia la selecció |
| 2011   | No existia la selecció | No existia la selecció | No existia la selecció | No existia la selecció | No existia la selecció | No existia la selecció | No existia la selecció | No existia la selecció |
| 2015   | No va participar       | No va participar       | No va participar       | No va participar       | No va participar       | No va participar       | No va participar       | No va participar       |
| 2019   | No va classificar      | No va classificar      | No va classificar      | No va classificar      | No va classificar      | No va classificar      | No va classificar      | No va classificar      |
| 2023   | No va participar       | No va participar       | No va participar       | No va participar       | No va participar       | No va participar       | No va participar       | No va participar       |
| 2027   | Per disputar-se        | Per disputar-se        | Per disputar-se        | Per disputar-se        | Per disputar-se        | Per disputar-se        | Per disputar-se        | Per disputar-se        |
| Total  | 0/9                    | -                      | -                      | -                      | -                      | -                      | -                      | -                      |

### Eurocopa Femenina
| Edició                                      | Resultat               | Posició                | PJ                     | PG                     | PE                     | PP                     | GF                     | GC                     |
| ------------------------------------------- | ---------------------- | ---------------------- | ---------------------- | ---------------------- | ---------------------- | ---------------------- | ---------------------- | ---------------------- |
| Competició Europea de Futbol Femení de 1984 | No existia la selecció | No existia la selecció | No existia la selecció | No existia la selecció | No existia la selecció | No existia la selecció | No existia la selecció | No existia la selecció |
| 1987                                        | No existia la selecció | No existia la selecció | No existia la selecció | No existia la selecció | No existia la selecció | No existia la selecció | No existia la selecció | No existia la selecció |
| 1989                                        | No existia la selecció | No existia la selecció | No existia la selecció | No existia la selecció | No existia la selecció | No existia la selecció | No existia la selecció | No existia la selecció |
| 1991                                        | No existia la selecció | No existia la selecció | No existia la selecció | No existia la selecció | No existia la selecció | No existia la selecció | No existia la selecció | No existia la selecció |
| 1993                                        | No existia la selecció | No existia la selecció | No existia la selecció | No existia la selecció | No existia la selecció | No existia la selecció | No existia la selecció | No existia la selecció |
| Campionat Femení de la UEFA de 1995         | No existia la selecció | No existia la selecció | No existia la selecció | No existia la selecció | No existia la selecció | No existia la selecció | No existia la selecció | No existia la selecció |
| 1997                                        | No existia la selecció | No existia la selecció | No existia la selecció | No existia la selecció | No existia la selecció | No existia la selecció | No existia la selecció | No existia la selecció |
| 2001                                        | No existia la selecció | No existia la selecció | No existia la selecció | No existia la selecció | No existia la selecció | No existia la selecció | No existia la selecció | No existia la selecció |
| 2005                                        | No existia la selecció | No existia la selecció | No existia la selecció | No existia la selecció | No existia la selecció | No existia la selecció | No existia la selecció | No existia la selecció |
| 2009                                        | No existia la selecció | No existia la selecció | No existia la selecció | No existia la selecció | No existia la selecció | No existia la selecció | No existia la selecció | No existia la selecció |
| 2013                                        | No existia la selecció | No existia la selecció | No existia la selecció | No existia la selecció | No existia la selecció | No existia la selecció | No existia la selecció | No existia la selecció |
| 2017                                        | No va classificar      | No va classificar      | No va classificar      | No va classificar      | No va classificar      | No va classificar      | No va classificar      | No va classificar      |
| 2022                                        | No va participar       | No va participar       | No va participar       | No va participar       | No va participar       | No va participar       | No va participar       | No va participar       |
| 2025                                        | No va classificar      | No va classificar      | No va classificar      | No va classificar      | No va classificar      | No va classificar      | No va classificar      | No va classificar      |
| Total                                       | 0/14                   | -                      | -                      | -                      | -                      | -                      | -                      | -                      |

### Lliga de Nacions Femenina de la UEFA
| Edició                                       | L     | G     | Resultat    | PJ | PG | PE | PP | GF | GC |
| -------------------------------------------- | ----- | ----- | ----------- | -- | -- | -- | -- | -- | -- |
| Lliga de Nacions Femenina de la UEFA 2023-24 | C     | 1     | Tercer lloc | 6  | 1  | 1  | 4  | 2  | 17 |
| Total                                        | Total | Total | 1/1         | 6  | 1  | 1  | 4  | 2  | 17 |

## Últims i pròximes trobades
Actualitzat al febrer de 2025.
| Data       | Ciutat           | Competició                          | Ratxa    | Local       |     | Resultat |     | Visitant    |
| ---------- | ---------------- | ----------------------------------- | -------- | ----------- | --- | -------- | --- | ----------- |
| 05/04/2024 | Podgorica        | Classificació per a l'Eurocopa 2025 | (noruec) | Montenegro  | MNE | 1:6      | AND | Andorra     |
| 09/04/2024 | Andorra la Vella | Classificació per a l'Eurocopa 2025 | (noruec) | Andorra     | AND | 0:3      | GRE | Grècia      |
| 31/05/2024 | Tórshavn         | Classificació per a l'Eurocopa 2025 | (noruec) | Illes Fèroe | FRO | 4:0      | AND | Andorra     |
| 04/06/2024 | Andorra la Vella | Classificació per a l'Eurocopa 2025 | (noruec) | Andorra     | AND | 1:5      | MNE | Montenegro  |
| 12/07/2024 | Heraclión        | Classificació per a l'Eurocopa 2025 | (noruec) | Grècia      | GRE | 6:0      | AND | Andorra     |
| 16/07/2024 | Andorra la Vella | Classificació per a l'Eurocopa 2025 | (noruec) | Andorra     | AND | 0:4      | FRO | Illes Fèroe |
| 24/10/2024 | Gibraltar        | Amistós                             | Sí       | Gibraltar   | GIB | 1:4      | AND | Andorra     |
| 26/10/2024 | Gibraltar        | Amistós                             | Sí       | Gibraltar   | GIB | 2:4      | AND | Andorra     |
| 21/2/2025  | GEO              | Lliga de Nacions UEFA 2025-26       |          | Geòrgia     | GEO | :        | AND | Andorra     |
| 25/2/2025  | MLT              | Lliga de Nacions UEFA 2025-26       |          | Malta       | MLT | :        | AND | Andorra     |
| 4/4/2025   | CYP              | Lliga de Nacions UEFA 2025-26       |          | Xipre       | CYP | :        | AND | Andorra     |
| 8/4/2025   | Andorra la Vella | Lliga de Nacions UEFA 2025-26       |          | Andorra     | AND | :        | CYP | Xipre       |
| 30/5/2025  | Andorra la Vella | Lliga de Nacions UEFA 2025-26       |          | Andorra     | AND | :        | GEO | Geòrgia     |
| 3/6/2025   | Andorra la Vella | Lliga de Nacions UEFA 2025-26       |          | Andorra     | AND | :        | MLT | Malta       |

## Historial contra altres seleccions
Actualitzat al . 26
| Selecció       | PJ | PG | PE | PP | GF | GC  | Dif. |
| -------------- | -- | -- | -- | -- | -- | --- | ---- |
| Geòrgia        | 1  | 0  | 0  | 1  | 0  | 7   | −7   |
| Aràbia Saudita | 2  | 2  | 0  | 0  | 6  | 1   | +5   |
| Grècia         | 2  | 0  | 0  | 2  | 0  | 9   | −9   |
| Gibraltar      | 4  | 4  | 0  | 0  | 13 | 3   | +10  |
| Illes Fèroe    | 5  | 0  | 0  | 5  | 1  | 20  | −19  |
| Israel         | 1  | 0  | 0  | 1  | 0  | 7   | −7   |
| Liechtenstein  | 2  | 2  | 0  | 0  | 7  | 3   | +4   |
| Letònia        | 2  | 0  | 0  | 2  | 0  | 8   | −8   |
| Lituània       | 1  | 0  | 0  | 1  | 0  | 2   | −2   |
| Luxemburg      | 2  | 0  | 0  | 2  | 1  | 6   | −5   |
| Malta          | 5  | 0  | 0  | 5  | 3  | 20  | −17  |
| Moldàvia       | 3  | 1  | 1  | 1  | 2  | 5   | −3   |
| Montenegro     | 2  | 0  | 0  | 2  | 2  | 11  | −9   |
| Tahití         | 1  | 0  | 1  | 0  | 0  | 0   | 0    |
| Total          | 33 | 9  | 2  | 22 | 35 | 103 | −68  |

## Entrenadors
- AND Joan Carles Ruiz (2014–2016)
- AND José Antonio Martín Martínez (2016–2024)
- ESP Albert Panadero García (2024–)

## Jugadores

### Més presències
Actualitzat 14 d'agost de 2024
| Posició | Jugadora         | Partits | Gols |
| ------- | ---------------- | ------- | ---- |
| 1       | Marina Fernández | 30      | 5    |
| 1       | María Ruzafa     | 30      | 3    |
| 2       | Miriam Tizón     | 23      | 2    |
| 2       | Paula Da Silva   | 23      | 0    |
| 3       | Erica Gonçalves  | 22      | 2    |
| 4       | Tere Morató      | 21      | 9    |
| 5       | Laia Sin         | 20      | 0    |
| 6       | Sònia Carrancà   | 19      | 2    |
| 7       | Ariana Gonçalves | 17      | 1    |

### Màximes golejadores
| Posició | Jugadora         | Partits | Gols |
| ------- | ---------------- | ------- | ---- |
| 1       | Tere Morató      | 21      | 9    |
| 2       | Marina Fernández | 30      | 5    |
| 3       | María Ruzafa     | 30      | 3    |
| 4       | Miriam Tizón     | 23      | 2    |